# FAR-signal
FAR-signal var en fast anropssignal för rapportering inom luftförsvaret. Den valdes bland djurnamn i bestämd form, till exempel Myran och Puman. Dessa beteckningar ska inte blandas ihop med de beteckningar som civilförsvarets skyddade anläggningar hade.